# ジャニス・ジョード
ジャニス・ジョード (Janyse Jaud、1969年11月26日 - ) は、カナダの女優、ミュージシャンと作家。

## 出演作品

### アニメ
- エド エッド エディ
- T-レックス
- ベビー・ルーニー・テューンズ
- バービーの王女と村娘
- チャイニーズ・ゴースト・ストーリー スーシン
- リブート